# Théâtre Feydeau

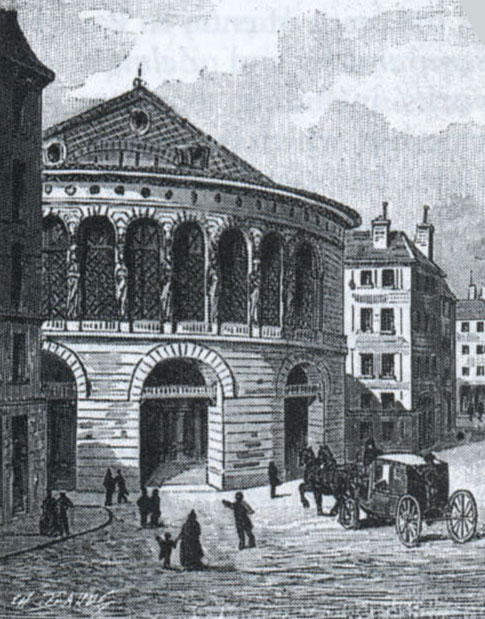
Salle Feydeau

Théâtre Feydeau, även känd som Théâtre de Monsieur, var en teater och ett teatersällskap i Paris, verksam mellan 1789 och 1829.
Teatern öppnades av Léonard Autié i Salle des Tuileries i Tuilerierna den 26 januari 1789. Det stod under beskydd av kungens bror "Monsieur", greven av Provence, och kallades därför Théâtre de Monsieur. År 1791 fick teatern en ny lokal, Salle Feydeau, och fick då namnet Théâtre Feydeau. Det stängdes tillfälligt 1792, öppnades åter samma år, och stängdes sedan igen. 
Efter skräckväldets fall kunde teatern slutligen öppna permanent, och tog då emot de före detta skådespelarna från Comédie-Française. Teatern var den främsta i Paris under direktoriet, då Comédie-Française hade stängts under skräckväldet och inte öppnade igen förrän 1799.  
Théâtre Feydeau förenades år 1801 på Napoleons önskan med Opéra-Comique. Det huserade dock fortfarande i samma lokal, och behöll därför namnet tills det bytte lokal till Salle Ventadour 1829, varefter byggnaden revs.